# Jean (évêque d'Arezzo)
Pour les articles homonymes, voir Jean.
Jean, fils de Trason, fut évêque d'Arezzo de 868 à sa mort en 900.

## Carrière
Sa famille était de Sabine. Dès 864/65 il était protonotaire ou archichancelier de l'empereur Louis II. Après la mort de celui-ci (12 août 875), il fit partie d'une ambassade, composée aussi des évêques Gauderic de Velletri et Formose de Porto, envoyée par le pape Jean VIII à Charles le Chauve pour lui proposer la couronne impériale. Le 29 septembre 875, il était à Pavie auprès de Charles, qui lui concéda trois curtis (Monte San Savino, Biforco dans le Casentino, et une autre appelée Turris). Il assista sans aucun doute au couronnement impérial le 25 décembre suivant. Il accueillit Charles à Arezzo. En février 876, il était à Pavie de l'assemblée de dix-huit évêques présidée par Anspert, archevêque de Milan, qui proclama le nouvel empereur Charles roi d'Italie ; il souscrivit juste après l'archevêque au serment de fidélité de la noblesse italienne au souverain. Le 4 mars 876, Charles lui fit encore don de l'aire de l'antique forum d'Arezzo pour qu'il y fît bâtir une nouvelle cathédrale (car le siège épiscopal, le Duomo Vecchio, était alors situé hors de la ville, au col du Pionta, et ne fut d'ailleurs transféré, finalement, qu'en 1203).
Il accompagna ensuite l'empereur Charles en Gaule à titre de légat pontifical, avec Jean, évêque de Tuscania (it). Du 21 juin au 16 juillet 876 eut lieu au palais de Ponthion une grande assemblée avec cinquante évêques, sept archevêques et tous les grands de Neustrie, Aquitaine, Bourgogne, où Charles se vit confirmer son titre impérial. Le 28 août mourait à Francfort Louis le Germanique, le frère ennemi. Au mois de septembre, Charles se précipita pour s'emparer de la partie de la Lotharingie qui lui avait échappé en 870 ; il alla jusqu'à Cologne où Jean d'Arezzo se trouvait toujours près de lui : c'est là que l'empereur émit un diplôme solennel faisant don à l'Église d'Arezzo de l'abbaye Saint-Anthime pour y installer quarante moines bénédictins. Le 8 octobre, Charles fut battu par son neveu Louis III de Germanie à la bataille d'Andernach.
En juillet 877, Jean d'Arezzo assista au grand concile convoqué à Ravenne par Jean VIII, qui émit dix-neuf canons sur la discipline ecclésiastique. Charles le Chauve revint en Italie en septembre avec sa femme Richilde, mais il fut mis en difficulté par son neveu Carloman, qui s'empara de Pavie, et fut rappelé précipitamment en Gaule, terminant sa vie à Aussois pendant le passage des Alpes (6 octobre 877).
Carloman fut frappé peu après d'une attaque de paralysie, et en novembre 879 il dut abandonner complètement le pouvoir. Le pape Jean VIII entra alors en négociations avec son frère Charles le Gros, utilisant encore Jean d'Arezzo comme ambassadeur. Cela se fit encore au bénéfice de l'évêché d'Arezzo, dont Charles le Gros confirma les biens et les immunités fin 879. Le Carolingien fut couronné roi d'Italie à Milan le 6 janvier 880. À la fin de la même année, le pape appela Charles à l'aide contre Guy de Spolète, et le 12 février 1881, il le couronna empereur.
En mars, au retour de son couronnement, Charles tint un plaid dans le palais épiscopal de Sienne, en présence de Bérenger de Frioul, de huit comtes, et d'un « comte apostolique » représentant le pape, et un conflit séculaire entre les diocèses de Sienne et d'Arezzo (dit « des dix-huit paroisses ») fut tranché solennellement en faveur d'Arezzo : l'évêque de Sienne dut confesser publiquement l'inanité de ses prétentions. Le 15 février 882, lors d'une assemblée tenue à Ravenne, l'empereur émit encore un diplôme en faveur de l'Église d'Arezzo (en même temps que pour sept autres diocèses), série de mesures destinées à faire respecter les biens et les droits ecclésiastiques contre les abus des puissances laïques. 
Jean d'Arezzo participa au concile tenu à Ravenne en 898 par le pape Jean IX, qui y fit réhabiliter son prédécesseur Formose. Le 2 septembre 898, il reçut de l'empereur Lambert de Spolète, par l'intercession de l'impératrice douairière Ageltrude, la curtis de Cacciano dans la Valdambra. Il mourut pendant l'été 900, son successeur étant mentionné le 12 octobre.

## Activités culturelles
Jean d'Arezzo était un homme très instruit, féru de théologie, qui savait le grec et fit des traductions de textes de cette langue. Il est l'auteur d'une longue homélie sur l'Assomption de la Vierge Marie, inspirée des Pères grecs, qui est conservée dans un manuscrit de l'abbaye de Reichenau, le codex Augiensis 80, qui contient d'autre part des homélies mariales traduites du grec, notamment de Germain de Constantinople, Jean Damascène et Cosmas Vestitor. D'autre part, le poème de Hrotsvita de Gandersheim intitulé Historia Ascensionis Domini est inspiré d'un texte traduit du grec par Jean d'Arezzo.
Il était d'autre part très intéressé par le monachisme et fonda ou développa plusieurs monastères. En 871, il obtint du pape Adrien II la concession de l'église Sainte-Marie de Bagno di Romagna pour fonder près d'elle un monastère bénédictin. Il était aussi un collectionneur de reliques de saints : Pierre Damien raconte qu'il demanda au pape Benoît IV des reliques des vierges martyres Flore et Lucille, et brode là-dessus une légende hagiographique ; il serait donc à l'origine de la Badia delle sante Flora e Lucilla d'Arezzo.
Sous son épiscopat, deux moines bretons de l'abbaye de Landévennec, Pierre et Fidèle, se rendirent en pèlerinage à Rome. En passant par Arezzo, ils furent « accueillis comme des fils » et « entretenus, couvés, choyés » par l'évêque Jean. Leur abbé Gourdisten (ou Wrdisten) tint à remercier l'évêque de ses bonnes manières à l'égard de ses moines, et lui adressa par leur truchement des reliques de saint Guénolé, fondateur de Landévennec, accompagnées, en guise de commentaire, d'une lettre contenant une courte Vita Winwaloei en six chapitres (conservée notamment dans le codex Fæsulanus 34), condensé de la Vita major qu'il écrivit par ailleurs vers 880. Selon B. Merdrignac, tous deux avaient des arrière-pensées. Jean d'Arezzo connaissait saint Guénolé par la tradition du monachisme irlandais très implanté en Italie du nord, et notamment par un texte composé à Vérone au VIIIe siècle par un moine irlandais, intitulé Ratio de Cursus qui fuerunt ejus auctores, qui parle du cursus Scottorum comme d'une liturgie de saint Marc (apportée d'Égypte par Jean Cassien) et qui fait de Guénolé (« Wandilocus », altération de la forme d'origine Windiwaloeus) un disciple de Comgall de Bangor, envoyé en Gaule avec Colomban. Selon Gourdisten, Guénolé, disciple spirituel, certes, de saint Patrick, n'avait cependant jamais mis les pieds en Irlande, et il veut convaincre son interlocuteur que, malgré les faux bruits colportés en Italie par les Irlandais, son monastère n'est pas une fondation « scottique », mais un établissement de tradition continentale, inscrit dans la norme carolingienne et romaine.